# گابریل نونیس
گابریل نونیس (اسپانیایی: Gabriel Núñez‎; ۶ فوریهٔ ۱۹۴۲ – ۱۱ نوامبر ۲۰۲۱) بازیکن فوتبال اهل مکزیک بود.
از باشگاه‌هایی که در آن بازی کرده‌است می‌توان به باشگاه فوتبال پاچوکا و باشگاه فوتبال آمریکا اشاره کرد.
وی همچنین در تیم ملی فوتبال مکزیک بازی کرده‌است.